# How Could Hell Be Any Worse?
How Could Hell Be Any Worse? ist das erste Studioalbum der Punkrockband Bad Religion. Es erschien am 28. Januar 1982 bei Epitaph Records.

## Hintergrund
Das Album erschien fast ein Jahr nach der selbstbetitelten EP und wurde durch die Verkäufe der selbstbetitelten EP und teilweise durch ein Darlehen von 1.000 Dollar des Vaters von Gitarrist Brett Gurewitz finanziert. Der Erfolg überraschte die Band, als sie in weniger als einem Jahr 10.000 Exemplare verkaufte. How Could Hell Be Any Worse? wurde in zwei Zeitabschnitten in den Track Record Studios in Nord-Hollywood, Kalifornien, zwischen Oktober und November 1980 und erneut im Januar 1981 aufgenommen. Nach den ersten Aufnahmesitzungen verließ der Schlagzeuger Jay Ziskrout Bad Religion und wurde durch seinen Freund und Roadie der Band, Pete Finestone, ersetzt, der für die Fertigstellung des restlichen Albums hinzugezogen wurde. Der spätere Gitarrist Greg Hetson, der zu dieser Zeit bei den Circle Jerks war, wurde zwar noch nicht als Mitglied der Band genannt, steuerte aber ein Gitarrensolo zu Part III bei. How Could Hell Be Any Worse? war auch für sechs Jahre, bis zum 1988er Album Suffer, das letzte Album von Bad Religion, auf dem Jay Bentley Bass spielte.
Das Foto auf der Vorderseite des Covers wurde von Edward Colver in der Nähe der Hollywood Bowl aufgenommen, während die Rückseite des Covers eine Illustration von Gustave Dore aus Dantes Göttlicher Komödie zeigt.
Bad Religion wurde 1980 gegründet; die erste Besetzung bestand aus dem Highschool-Schüler Greg Graffin (Gesang), dem Gitarristen Brett Gurewitz von Quarks und dem Schlagzeuger Jay Ziskrout. Sie schrieben drei Songs, bevor Jay Bentley als Bassist hinzugezogen wurde. Das Quartett nahm ein Demotape auf, das schließlich von dem lokalen Radiosender KROQ-FM gespielt wurde. Ein paar Wochen später gab die Band ihr Live-Debüt als Support von Social Distortion. Bad Religion nahmen Ende 1981 eine selbstbetitelte EP auf, die über ihr eigenes Label Epitaph Records veröffentlicht wurde. Davon wurden 2.000 Exemplare gepresst, was Geld einbrachte, um die Aufnahmen für ihr erstes Studioalbum zu finanzieren.
Die Band nahm den größten Teil des Albums in den Track Record Studios in North Hollywood, Kalifornien, in zwei Nächten auf, vom 31. Oktober bis zum 1. November 1980; sieben Songs wurden in der ersten Nacht aufgenommen und am folgenden Tag abgemischt. Während des gesamten Novembers desselben Jahres schrieben Bad Religion weiter an neuem Material, und Ziskrout verließ bald darauf die Band, ersetzt durch seinen Freund und Roadie Pete Finestone. Graffin sagte über Ziskrouts Ausstieg: „Es war aus einem wirklich dummen Grund. Er sagte: ‚Ihr hört mir nicht genug zu, fickt euch, ich höre auf‘. Er verließ das Proberaumstudio und ließ sein Schlagzeug und alles andere zurück. Wir waren zur Hälfte fertig mit How Could Hell Be Any Worse, und Bad Religion stand ohne Schlagzeuger da.“ Nach „ein paar schnellen Proben“ in der Garage von Graffins Mutter, die auch „The Hellhole“ genannt wurde, kehrten Bad Religion im Januar 1981 zu den Aufnahmen von How Could Hell Be Any Worse? zurück und stellten das Album an einem Wochenende fertig. Der Autor Dave Thompson beschrieb in seinem Buch Alternative Rock (2000) den Sound des Albums als „knallende punkige Stop/Start-Songs mit einer kaum verhohlenen Anleihe beim Hardrock der 70er Jahre“.

## Titelliste
| No. | Titel                          | Autoren        | Länge |
| --- | ------------------------------ | -------------- | ----- |
| 1.  | We’re Only Gonna Die           | Greg Graffin   | 2:12  |
| 2.  | Latch Key Kids                 | Graffin        | 1:38  |
| 3.  | Part III                       | Jay Bentley    | 1:48  |
| 4.  | Faith in God                   | Graffin        | 1:50  |
| 5.  | Fuck Armageddon...This Is Hell | Graffin        | 2:48  |
| 6.  | Pity                           | Graffin        | 2:00  |
| 7.  | In the Night                   | Brett Gurewitz | 3:25  |

| No.         | Titel                        | Autoren     | Länge |
| ----------- | ---------------------------- | ----------- | ----- |
| 8.          | Damned to Be Free            | Graffin     | 1:57  |
| 9.          | White Trash (2nd Generation) | Gurewitz    | 2:21  |
| 10.         | American Dream               | Gurewitz    | 1:41  |
| 11.         | Eat Your Dog                 | Graffin     | 1:04  |
| 12.         | Voice of God Is Government   | Bentley     | 2:54  |
| 13.         | Oligarchy                    | Gurewitz    | 1:01  |
| 14.         | Doing Time                   | Gurewitz    | 3:00  |
| Gesamtlänge | Gesamtlänge                  | Gesamtlänge | 29:40 |

| No.          | Titel                               | Autoren      | Erschien zuerst auf     | Länge |
| ------------ | ----------------------------------- | ------------ | ----------------------- | ----- |
| 15.          | Bad Religion                        | Gurewitz     | Bad Religion, 1981      | 1:49  |
| 16.          | Politics                            | Graffin      | Bad Religion            | 1:21  |
| 17.          | Sensory Overload                    | Gurewitz     | Bad Religion            | 1:31  |
| 18.          | Slaves                              | Graffin      | Bad Religion            | 1:20  |
| 19.          | Drastic Actions                     | Gurewitz     | Bad Religion            | 2:36  |
| 20.          | World War III                       | Graffin      | Bad Religion            | 0:54  |
| 21.          | Yesterday                           | Graffin      | Back to the Known, 1984 | 2:39  |
| 22.          | Frogger                             | Greg Hetson  | Back to the Known       | 1:19  |
| 23.          | Bad Religion                        | Gurewitz     | Back to the Known       | 2:10  |
| 24.          | Along the Way                       | Graffin      | Back to the Known       | 1:36  |
| 25.          | New Leaf                            | Graffin      | Back to the Known       | 2:53  |
| 26.          | Bad Religion (alternate version)    | Gurewitz     | Public Service, 1981    | 1:48  |
| 27.          | Slaves (alternate version)          | Graffin      | Public Service          | 1:07  |
| 28.          | Drastic Actions (alternate version) | Gurewitz     | Public Service          | 2:31  |
| Gesamtlänge: | Gesamtlänge:                        | Gesamtlänge: | Gesamtlänge:            | 55:14 |